# Tephrina netta
Tephrina netta är en fjärilsart som beskrevs av Holland 1897. Tephrina netta ingår i släktet Tephrina och familjen mätare. Inga underarter finns listade i Catalogue of Life.